# Fairey Hendon
Fairey Hendon là một loại máy bay ném bom hạng nặng của Anh, nó được trang bị cho Không quân Hoàng gia. Do hãng Fairey Aviation chế tạo vào cuối thập niên 1920.

## Biến thể
Hendon Mk.I
Hendon Mk.II

## Quốc gia sử dụng
Anh Quốc
- Không quân Hoàng gia

## Tính năng kỹ chiến thuật (Hendon II)
Dữ liệu lấy từ The British Bomber since 1914; Fairey Aircraft since 1915
Đặc điểm tổng quát
- Kíp lái: 5
- Chiều dài: 60 ft 9 in (18,52 m)
- Sải cánh: 101 ft 9 in (31,2 m)
- Chiều cao: 18 ft 8 in (5,69 m)
- Diện tích cánh: 1.146 ft² (106,5 m²)
- Trọng lượng rỗng: 12.773 lb [3] (5.806 kg)
- Trọng lượng có tải: 20.000 lb [3] (9.091 kg)
- Động cơ: 2 × Rolls-Royce Kestrel VI, 600 hp (447 kW)  mỗi chiếc

 Hiệu suất bay 
- Vận tốc cực đại: 132 kn (152 mph, 245 km/h) trên độ cao 15.000 ft
- Vận tốc hành trình: 116 kn (133 mph, 214 km/h) trên độ cao 15,000 ft[3]
- Tầm bay: 1.183 nmi (1.360 mi, 2.190 km)
- Trần bay: 21.400 ft (6.524 m)
- Vận tốc lên cao: 940 ft/phút (4,8 m/s)
- Tải trên cánh: 17,5 lb/ft² (85,4 kg/m²)
- Công suất/trọng lượng: 0,06 hp/lb (0,099 kW/kg)
- Leo lên độ cao 6.500 ft: 9 phút 12 giây

Trang bị vũ khí

- Súng: 3× Súng máy Lewiss.303 in (7,7 mm)
- Bom: 1.660 lb (753 kg) bom